# François Henri Hallopeau

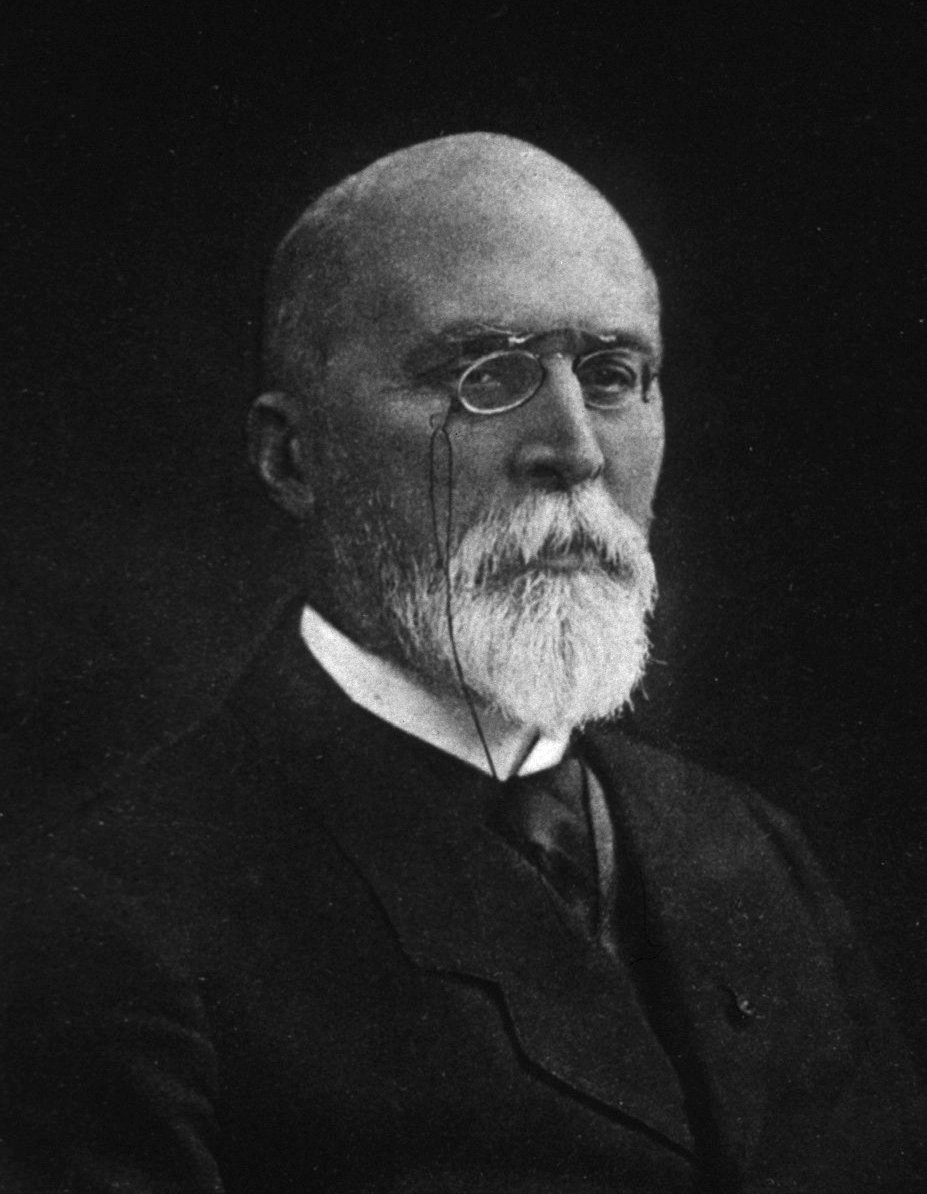

François Henri Hallopeau (Paris, 17 de janeiro de 1842  - Paris, março de 1919) foi um dermatologista francês. Estudou medicina com Alfred Vulpian e Sigismond Jaccoud. Foi cofundador e secretário-geral da  Société Française de dermatologie et de syphiligraphie.